# Kocień Wielki
Kocień Wielki – wieś w Polsce położona w województwie wielkopolskim, w powiecie czarnkowsko-trzcianeckim, w gminie Wieleń.
W latach 1954–1957 wieś należała i była siedzibą władz gromady Kocień Wielki, po jej zniesieniu w gromadzie Dzierżążno Wielkie. W latach 1975–1998 miejscowość administracyjnie należała do województwa pilskiego.
Przez wieś przebiega droga wojewódzka nr 180.